# Michael Logue
Michael Logue (Duringings, 1º ottobre 1840 – Armagh, 19 novembre 1924) è stato un cardinale e arcivescovo cattolico irlandese.

## Biografia
Nacque a Duringings il 1º ottobre 1840 da Michael Logue, fabbro, e Catherine Durning.
Papa Leone XIII lo elevò al rango di cardinale nel concistoro del 16 gennaio 1893.
Morì il 19 novembre 1924 all'età di 84 anni.

## Genealogia episcopale e successione apostolica
La genealogia episcopale è:
- Cardinale Scipione Rebiba
- Cardinale Giulio Antonio Santori
- Cardinale Girolamo Bernerio, O.P.
- Arcivescovo Galeazzo Sanvitale
- Cardinale Ludovico Ludovisi
- Cardinale Luigi Caetani
- Cardinale Ulderico Carpegna
- Cardinale Paluzzo Paluzzi Altieri degli Albertoni
- Papa Benedetto XIII
- Papa Benedetto XIV
- Papa Clemente XIII
- Cardinale Giovanni Carlo Boschi
- Cardinale Bartolomeo Pacca
- Papa Gregorio XVI
- Cardinale Castruccio Castracane degli Antelminelli
- Cardinale Paul Cullen
- Arcivescovo Joseph Dixon
- Arcivescovo Daniel McGettigan
- Cardinale Michael Logue

La successione apostolica è:
- Cardinale Patrick Joseph O'Donnell (1888)
- Vescovo Edward Magennis (1888)
- Vescovo John Keys O'Doherty (1890)
- Vescovo Richard Owens (1894)
- Vescovo Joseph Hoare (1895)
- Vescovo Henry Henry (1895)
- Vescovo Hugh McSherry (1896)
- Arcivescovo Hugh McSherry (1896)
- Vescovo Henry O'Neill (1901)
- Vescovo Laurence Gaughran (1906)
- Vescovo Andrew Boylan, C.SS.R. (1907)
- Vescovo Charles McHugh (1907)
- Vescovo John Tohill (1908)
- Vescovo Patrick MacKenna (1909)
- Arcivescovo Daniel Mannix (1912)
- Cardinale Joseph MacRory (1915)
- Vescovo Bernard Hackett, C.SS.R. (1916)
- Vescovo Edward Mulhern (1916)